# Pantophthalmus comptus
Pantophthalmus comptus är en tvåvingeart som beskrevs av Günther Enderlein 1912. Pantophthalmus comptus ingår i släktet Pantophthalmus och familjen Pantophthalmidae. Inga underarter finns listade i Catalogue of Life.